# Ocell del paradís de Carola
L'ocell del paradís de Carola (Parotia carolae) és un ocell de la família dels paradiseids (Paradiseidae).

## Hàbitat i distribució
Habita els boscos de les muntanyes de l'oest i centre de Nova Guinea.